# Chlorohystricia reinwardtii
Chlorohystricia reinwardtii är en tvåvingeart som först beskrevs av Christian Rudolph Wilhelm Wiedemann 1830.  Chlorohystricia reinwardtii ingår i släktet Chlorohystricia och familjen parasitflugor. Inga underarter finns listade i Catalogue of Life.